# Rock Amadour
Rock Amadour est une chanson écrite, composée et interprétée par Gérard Blanchard sur son album Troglo dancing en 1981. Elle est extraite en 45 tours (avec en face b la chanson titre de l'album) et se classe en tête des hits parade au début de l'année 1982, se vendant à 1,7 million d'exemplaires,.
La chanson se démarque avec son texte décalé (le titre est un jeu de mots sur la ville de Rocamadour) et l'utilisation inhabituelle de l'accordéon sur un morceau de rock. Gérard Blanchard donne ainsi une nouvelle image de cet instrument associé à des musiques plus traditionnelles. Par la suite, la scène rock alternative française des années 1980 intègre l'accordéon, avec des groupes comme Pigalle, Les Négresses vertes, Mano Negra, de même que des artistes comme Jacques Higelin ou Arno,. L'instrument est toujours largement utilisé dans la scène alternative (Les Ogres de Barback, Les Têtes Raides...) 
La photo de la pochette du 45 tours est l'œuvre de Jean-Baptiste Mondino. On y voit étrangement une troisième main tenir l'accordéon, non rattachée au corps de Gérard Blanchard.  
Un clip vidéo  de la chanson a été tourné dans le parc de Bagatelle, sur la pelouse située devant le château du domaine. 
En 2018, Gérard Blanchard devient citoyen d'honneur de Rocamadour.